# Tukan (ozvezdje)
Tukan je ozvezdje na južnem nebu, poimenovano po južnoameriški ptici tukanu. Je eno od dvanajstih ozvezdij, ki jih je konec 16. stoletja formuliral Petrus Plancius po opažanjih Pietra Dirkszoona Keyserja in Friderika de Houtmana. Tukan se je prvič pojavil na nebesnem globusu s premerom 35 cm, objavljenim leta 1598 v Amsterdamu v sodelovanju med Planciusom in Jodocusom Hondiusom. Upodobljeno je bil leta 1603 v zvezdnem atlasu Uranometria nemškega astronoma Johanna Bayerja. Francoski raziskovalec in astronom Nicolas-Louis de Lacaille je leta 1756 poimenoval njegove zvezde. Ozvezdja Tukana, Žerjava, Feniksa in Pava so skupaj znana kot "južne ptice".
Tukan ni zelo svetlo ozvezdje, saj so vse zvezde tretje magnitude ali medlejše. Najsvetlejša zvezda je Alfa Tukana z navideznim sijem 2,87. Beta Tukana je zvezdni sistem s šestimi zvezdami, Kapa pa s štirimi. V petih zvezdnih sistemih so našli zunajsončne planete. Ozvezdje vsebuje eno najsvetlejših kroglastih zvezdnih kopic 47 Tukana in večino Malega Magellanovega oblaka.

## Zgodovina
Tukan je eno od 12 ozvezdij, ki jih je Petrus Plancius ustvaril po opazovanjih Pietra Dirkszoona Keyserja in Fredericka de Houtmana, ki sta odpotovala na prvi nizozemski trgovski odpravi ("Eerste Schipvaart") proti Vzhodni Indiji. Prvič se je pojavilo na globusu s premerom 35 cm iz leta 1597/8 v Amsterdamu. Izdelala sta ga Plancius in Jodocus Hondius. Prva upodobitev v zvezdne atlasu je iz Bayerjeve Uranometrie iz leta 1603. Tako Plancius kot Bayer sta ga upodobila kot tukana. De Houtman ga je vključil v svoj katalog južnih zvezd kot  Den Indiaenschen Exster, op Indija Lang ghenaemt "Indijski ptič iz družine Bucerotidae, imenovan Lang v Indiji", ki predstavlja določenega dolgokljunega ptiča iz tega dela sveta. Nebesni globus iz leta 1603 Willema Blaeuja ga upodablja z naglavno "čelado", ki je trda snov, podobna slonovini. Razlaga s kitajskih kart je Neaou Chuy "kljunasta ptica", v Angliji kot "brazilski Pye", medtem ko sta ga Johannes Kepler in Giovanni Battista Riccioli imenovala Anser Americanus "ameriška gos", Caesius pa Pica Indica. Tukan, Pav, Feniks in Žerjav se skupaj imenujejo "južne ptice".

## Značilnosti
Tukan je nepravilne oblike, obkrožen z Malo vodno kačo na vzhodu, Žerjavom in Feniksom na severu, Indijancem na zahodu in Oktantom na jugu. Pokrivna območje 295 kvadratnih stopinj, s čimer se uvršča na 48. mesto med 88 sodobnimi ozvezdji. Tričrkovna oznaka za ozvezdje Mednarodne astronomske zveze iz leta 1992 je "Pil'. Uradne meje ozvezdja je leta 1930 začrtal belgijski astronom Eugène Delporte in jih opredelil z desetkotnikom. V ekvatorskem koordinatnem sistemu ležijo koordinate rektascenzije teh meja med 22h 08.45m in 01h 24.82m, koordinate deklinacije pa med  -56.31° in -75.35°. Ker leži na južnem nebu, ga lahko na severni polobli v celotni vidijo samo opazovalci južno od zemljepisne širine 30°N, za opazovalce južno od 50°S pa je na nebu vse leto.

### Zvezde
Čeprav ga je upodobil na karti, Bayer ni poimenoval nobene zvezde v ozvezdju. Lacaille jih je dal imena od alfa do ro, a izpustil omikron in hi, dve bližnji zvezdi je poimenoval lambda, tri bližnje beta. Benjamin Gould je dodal zvezdo Hi, danes pa je znana kot kroglasta zvezdna kopica 47 Tukana. Francis Baily je odstranil Mi in dodal Kapo1 in Kapo2. Postavitev svetlejših zvezd v Tukanu so povezali s papirnatim zmajem. V ozvezdju je okoli 80 zvezd, svetlejših od navideznega sija 7.
3 najsvetlejše zvezde so:
- α Tukana - glava (najsvetlejša z navideznim sijem 2,87, 199 svetlobnih let, oranžna podorjakinja razreda K3III)
- γ Tukana - kljun (navidezni sij 4,00, 75 svetlobnih let, rumeno-bela zvezda razreda F4V)
- ζ Tukana (navidezni sij 4,20, 28 svetlobnih let, rumeno-bela zvezda v glavnem nizu, razred F9,5V) Zaradi podobnosti s Soncem (starost, masa, svetilnost) je tarča iskanja možnega življenja na njenih planetih, a zaenkrat še niso našli nobenega.

### Objekti globokega neba
- 47 Tukana (NGC 104) je druga najsvetlejša kroglasta zvezdna kppica po Omegi Kentavra. Leži zahodno od Malega Magellanovega oblaka. Od Zemlje leži samo 14.700 svetlobnih let, stara pa je 12 milijard let. Sestoji iz starih, rumenih zvezd. Zaradi navideznega sija 3,9 je vidna s prostim očesom.
- NGC 362 je še ena kroglasta zvezda kopica, ki se v svoji orbiti približa središču naše galaksije na samo 2.000 svetlobnih let.
- Mali Magellanov oblak je pritlikava galaksija in ena najbližjih sosed Rimske ceste (210.000 svetlobnih let). Verjetno je bila sprva v obliki diska, a so jo gravitacijske sile Rimske ceste oblikovale v današnjo nepravilno obliko. NGC 362 je regija tvorbe zvezd v Malem Magellanovem oblaku.
- Pritlikava galaksija Tukana je osamljeni član lokalne skupine in druga najbolj oddaljena po pritlikavi nepravilni galaksiji v Strelcu.
- NGC 7408 je spiralna galaksija s prečko.
- Hubble Deep Field South je področje, ki ga je Hubblov vesoljski teleskop opazoval dva tedna v letu 1998. Izbran je bil zaradi odkritja kvazarja QSO J2233-606.